# Arnold Palmer
Arnold Palmer   (Latrobe, 10 de setembre de 1929 - Pittsburgh, 25 de setembre de 2016) va ser un jugador de golf professional estatunidenc. Des del 1955 va guanyar nombrosos esdeveniments com el PGA Tour i el circuit que ara es coneix com a PGA Tour Champions. Amb el sobrenom de The King, Palmer va ser una de les estrelles més populars del golf i va ser considerat un pioner, la primera superestrella de l'era televisiva de l'esport, que va començar als anys cinquanta.

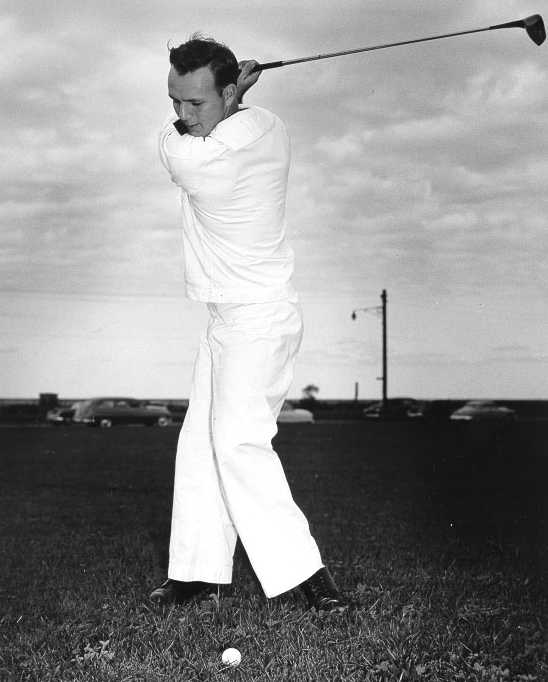
Palmer l'any 1953

L’impacte social de Palmer en el golf no va tenir rival. Amb un tarannà humil i de parlar poc va ajudar a canviar la percepció del golf d’un passatemps d’elit i de classe alta de clubs privats a un esport més popular accessible per a classes mitjanes i obreres a través de cursos públics. Palmer, Jack Nicklaus i Gary Player van ser Els tres grans al golf durant la dècada de 1960; se'ls atribueix la popularització i la monetarització de l'esport a tot el món.
En una carrera de més de sis dècades, Palmer va guanyar 62 títols PGA Tour del 1955 al 1973. És el cinquè de la llista d'esportistes amb més victòries de tots els temps del Tour, seguint només Tiger Woods, Sam Snead, Jack Nicklaus i Ben Hogan. Va guanyar set títols importants en un domini de més de sis anys des dels Masters de 1958 fins als de 1964. També va guanyar el premi PGA Tour Lifetime Achievement Award el 1998 i el 1974 va ser un dels 13 primers inscrits al World Golf Hall of Fame.

## Biografia

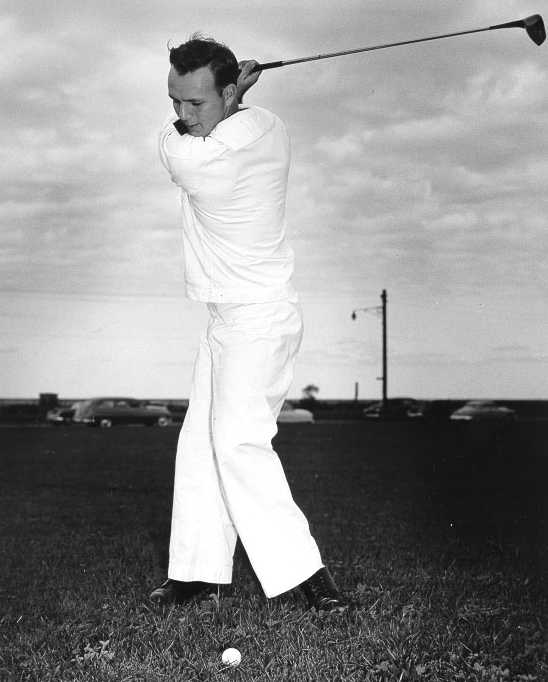
Palmer el 1953

Arnold Daniel Palmer va néixer el 10 de setembre de 1929, fill de Doris (de soltera Morrison) i Milfred Jerome Deacon Palmer a Latrobe, Pennsilvània, una ciutat siderúrgica de classe treballadora. Va aprendre golf del seu pare, que havia patit poliomielitis a una edat jove i va ser cap professional i greenkeeper al Latrobe Country Club, cosa que va permetre al jove Palmer acompanyar el seu pare mentre mantenia el camp.
Palmer va anar al Wake Forest College amb una beca de golf. Va marxar a la mort de l'amic íntim Bud Worsham i es va allistar a la Guàrdia Costera dels EUA, on va servir durant tres anys, 1951-1954. Al Centre d'entrenament de la Guàrdia Costera a Cape May, Nova Jersey, va construir un camp de nou forats i va tenir temps per continuar perfeccionant les seves habilitats de golf. Després d'acabar el període d'allistament de Palmer, va tornar a la universitat i al golf competitiu.
Palmer va guanyar el 1954 US Amateur a Detroit i va prendre la decisió de fer-se professional el novembre d'aquell any. Aquesta victòria va ser el punt d'inflexió a la meva vida, va dir. Em va donar confiança que podia competir al més alt nivell del joc. Quan els periodistes van preguntar a Gene Littler qui era el jove golfista que feia boles a la samarreta d'entrenament, Littler va dir: Aquest és Arnold Palmer. Algun dia serà un gran jugador. Quan colpeja la pilota, la terra tremola..
Després de guanyar aquest partit, Palmer va deixar la seva feina venent pintura i va jugar al torneig Waite Memorial a Shawnee-on-Delaware, Pennsilvània. Allà va conèixer la seva futura esposa, Winifred Walzer, i van romandre casats durant 45 anys fins a la seva mort el 1999.
El 17 de novembre de 1954, Palmer va anunciar les seves intencions de fer-se professional. El que altres persones troben a la poesia, ho trobo en el vol d'un bon viatge, va dir Palmer.

## Carrera
La primera victòria de la gira de Palmer va arribar durant la seva temporada de debutant de 1955, quan va guanyar l’Open del Canadà i va guanyar 2.400 dòlars pels seus esforços. Va augmentar el seu estatus de joc durant les properes temporades. El carisma de Palmer va ser un factor important per establir el golf com un esdeveniment televisiu convincent als anys 50 i 60, que va establir l'escenari per a la popularitat de què gaudeix avui. La seva primera victòria important al campionat al Torneig Màster de 1958, on va guanyar 11.250 dòlars, va establir la seva posició com una de les principals estrelles del golf, i el 1960 s'havia inscrit com a primer client de l'agent esportiu pioner Mark McCormack.
En entrevistes posteriors, McCormack va enumerar cinc atributs que feien que Palmer fos especialment comercialitzable: la seva bellesa; la seva trajectòria relativament modesta (el seu pare era greenskeeper abans de fer-se professional del club i Latrobe era un club humil); la seva manera de jugar al golf, assumir riscos i portar les seves emocions a la màniga; la seva implicació en una sèrie de finals emocionants en els primers tornejos televisats; i la seva afabilitat.
Palmer també és acreditat per molts per assegurar l'estatus de The Open Championship (Open Britànic) entre els jugadors nord-americans. Abans que Ben Hogan guanyés aquell campionat el 1953, pocs professionals nord-americans havien viatjat per jugar a l'Open, a causa dels seus extensos requisits de viatge, la seva bossa relativament petita i l'estil dels seus cursos d'enllaços (radicalment diferent de la majoria de cursos americans). Palmer volia emular les gestes dels seus predecessors Bobby Jones, Sam Snead i Hogan en la seva recerca per fer-se un dels principals golfistes nord-americans.
En particular, Palmer va viatjar a Escòcia el 1960 per competir per primera vegada al British Open. Ja havia guanyat tant el Màster com l'Open dels Estats Units i estava intentant emular la gesta de Hogan de 1953 de guanyar els tres tornejos en un sol any. Palmer va jugar el que ell mateix va dir que eren les quatre millors rondes de la seva carrera, disparant 70-71-70-68. Les seves puntuacions van fer que els anglesos afirmessin amb entusiasme que Palmer podria ser el millor golfista que hagi jugat mai. Els aficionats britànics estaven emocionats pel fet que Palmer jugués a l'Open. Tot i que no va aconseguir guanyar, perdent davant Kel Nagle d'un sol tir, les seves victòries posteriors a l'Open a principis dels anys seixanta van convèncer molts professionals nord-americans que un viatge a Gran Bretanya valdria la pena l'esforç i, sens dubte, va assegurar la popularitat de Palmer entre britànics i britànics. Fans europeus, no només americans.
Palmer va quedar molt decebut pel seu segon classificat a l'Open Britànic de 1960. La seva aparició a l'estranger va cridar l'atenció estatunidenca sobre l'Open Championship, que abans havia estat ignorat pels golfistes nord-americans. Palmer va guanyar l'Open Championship el 1961 i el 1962, i l'última vegada que hi va jugar el 1995. Martin Slumbers, conseller delegat de The R&amp;A, va dir que Palmer és un veritable cavaller, un dels millors que han jugat mai al joc i una figura veritablement icònica de l'esport. La seva participació a l'Open Championship a principis dels anys 60 va ser el catalitzador per internacionalitzar realment el golf, va dir el director executiu del Tour Europeu Keith Pelley.
Palmer va guanyar set campionats importants:
- Torneig Màsters: 1958, 1960, 1962, 1964
- US Open: 1960
- El campionat obert: 1961, 1962[19][20]

Els anys més prolífics de Palmer van ser 1960–1963, quan va guanyar 29 esdeveniments del PGA Tour, inclosos cinc tornejos importants, en quatre temporades. El 1960, va guanyar el Hickok Belt com a millor esportista professional de l'any i el premi Esportista de l'any de la revista Sports Illustrated. Va crear una àmplia base de fans, sovint anomenada l'exèrcit d'Arnie, i el 1967 es va convertir en el primer home a assolir 1 milió de dòlars en guanys de carrera al PGA Tour. A finals de la dècada del 1960, Jack Nicklaus i Gary Player havien adquirit un clar ascendent en la seva rivalitat, però Palmer va guanyar un esdeveniment del PGA Tour cada any de 1955 a 1971, inclosos, i el 1971 va gaudir d'un renaixement, guanyant quatre esdeveniments.
Per a cadascuna de les seves victòries al Masters, el caddie de Palmer va ser Nathaniel Iron Man Avery; en aquell moment, Augusta National exigia a tots els golfistes que utilitzessin els caddies del club.
Palmer va guanyar el Trofeu Vardon per la mitjana de puntuació més baixa quatre vegades: 1961, 1962, 1964 i 1967. Va jugar en sis equips de la Ryder Cup: 1961, 1963, 1965, 1967, 1971 i 1973. Va ser l'últim capità jugant el 1963, i va tornar a capitanejar l'equip el 1975.
Palmer va ser elegible per al Senior PGA Tour (ara PGA Tour Champions) des de la seva primera temporada el 1980, i va ser un dels noms més destacats que va ajudar a tenir èxit. Va guanyar deu esdeveniments a la gira, incloent cinc majors sènior.
Palmer va guanyar el primer Campionat Mundial de Match Play que es va celebrar a Anglaterra. L'esdeveniment va ser organitzat originalment per McCormack per mostrar el seu estable de jugadors. La seva associació va ser una de les més significatives de la història del màrqueting esportiu. Molt després que deixés de guanyar tornejos, Palmer es va mantenir com un dels més ingressos del golf a causa del seu atractiu als patrocinadors i al públic.

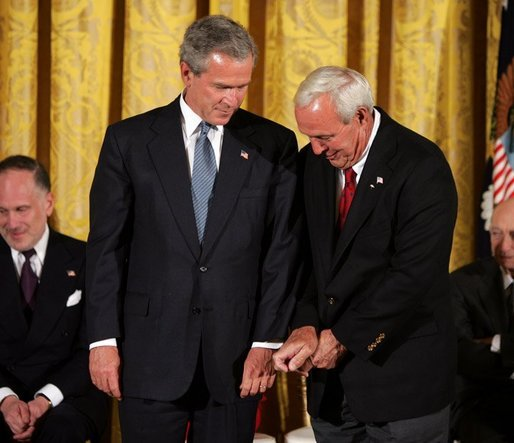
Palmer dóna consells de golf al president George W. Bush abans de rebre la medalla presidencial de la llibertat el 2004

El 2004, va competir al Torneig Màster per darrera vegada, marcant la seva 50a aparició consecutiva en aquest esdeveniment. A la seva mort, ell i Jack Nicklaus van ser els únics dos campions del Màster que van ser membres habituals de l'organitzador del Màster Augusta National Golf Club (a diferència de la pertinença honorífica que el club atorga a tots els campions del Màster).
Des del 2007 fins a la seva mort, Palmer va ser titular honorari del Masters. Es va retirar del torneig de golf el 13 d'octubre de 2006, quan es va retirar de l’Administaff Small Business Classic de Champions Tours després de quatre forats a causa de la insatisfacció amb el seu mateix joc. Va jugar els forats restants però no va mantenir el marcador.